# Ponthieva pauciflora
Ponthieva pauciflora är en orkidéart som först beskrevs av Olof Swartz, och fick sitt nu gällande namn av William Fawcett och Alfred Barton Rendle. Ponthieva pauciflora ingår i släktet Ponthieva och familjen orkidéer. Inga underarter finns listade i Catalogue of Life.